# Canton de Toulouse-11
Le canton de Toulouse-11 est une circonscription électorale française de l'arrondissement de Toulouse, situé dans le département de la Haute-Garonne et la région Occitanie.

## Histoire
Le canton de Toulouse-1 a été créé par décret du 16 août 1973 lors du remplacement des cantons de Toulouse-Centre, Toulouse-Nord, Toulouse-Ouest et Toulouse-Sud.
Il a été modifié par décret du 26 février 1997 lors de la création du canton de Portet-sur-Garonne.
À la suite du redécoupage cantonal de 2014 de la Haute-Garonne, défini par le décret du 13 février 2014, le canton est remanié. Il se situe sur la neuvième circonscription de la Haute-Garonne dont Christophe Borgel (PS) est le député depuis juin 2012.

## Représentation

### Représentation avant 2015
| Période | Période | Identité           | Étiquette | Qualité                                                                                            |
| ------- | ------- | ------------------ | --------- | -------------------------------------------------------------------------------------------------- |
| 1973    | 1982    | Jacques Lévy       | MRG       | Journaliste                                                                                        |
| 1982    | 1998    | François Péraldi   | PS        | Ingénieur Maire de Portet-sur-Garonne (1977-2008) Elu en 1998 dans le Canton de Portet-sur-Garonne |
| 1998    | 2008    | Jean-Pierre Lloret | UDF-CDS   | Cadre Adjoint au maire de Toulouse Suppléant du député Jean Diebold (1993-1997 et 2002-2007)       |
| 2008    | 2015    | Jean-Louis Llorca  | PS        | Suppléant de la députée Martine Martinel (2007-2017) Elu en 2015 dans le Canton de Toulouse-6      |

Canton faisant partie de la quatrième circonscription de la Haute-Garonne

### Représentation après 2015
| Période élective | Période élective | Mandat | Mandat   | Identité                   | Nuance | Nuance | Qualité                                                                     |
| ---------------- | ---------------- | ------ | -------- | -------------------------- | ------ | ------ | --------------------------------------------------------------------------- |
| 2015             | 2021             | 2015   | 2021     | Serban Iclanzan            |        | DVD    | Patron de La Gazette du Midi                                                |
| 2015             | 2021             | 2015   | 2021     | Marion Lalane-De Laubadère |        | DVD    | 4e adjointe au maire de Toulouse depuis 2014                                |
| 2021             | 2028             | 2021   | en cours | Christophe Lubac           |        | G·s    | Chargé de mission, fonctionnaire territorial Maire de Ramonville-Saint-Agne |
| 2021             | 2028             | 2021   | en cours | Lauriane Masella           |        | MRC    | Chargée des admissions à l’école des nouveaux métiers de la communication   |

### Résultats détaillés

#### Élections de mars 2015
À l'issue du 1er tour des élections départementales de 2015, deux binômes sont en ballottage : Christophe Lubac et Françoise Pouget (PS, 30,22 %) et Serban Iclanzan et Marion Lalane-De Laubadère (Union de la Droite, 29,59 %). Le taux de participation est de 48,67 % (13 758 votants sur 28 267 inscrits) contre 52,11 % au niveau départemental et 50,17 % au niveau national.
Au second tour, Serban Iclanzan et Marion Lalane-De Laubadère (Union de la Droite) sont élus avec 50,2 % des suffrages exprimés et un taux de participation de 48,25 % (6 385 voix pour 13 640 votants et 28 267 inscrits).
Serban Iclanzan a quitté le parti LR en novembre 2017.

#### Élections de juin 2021
Le premier tour des élections départementales de 2021 est marqué par un très faible taux de participation (33,26 % au niveau national). Dans le canton de Toulouse-11, ce taux de participation est de 35,58 % (9 899 votants sur 27 824 inscrits) contre 36,67 % au niveau départemental. À l'issue de ce premier tour, deux binômes sont en ballottage : Christophe Lubac et Lauriane Mélanie Masella (Union à gauche, 31,76 %) et Sylvie Brot et Sébastien Cazaulon (Union au centre et à droite, 29,42 %).
Le second tour des élections est marqué une nouvelle fois par une abstention massive équivalente au premier tour. Les taux de participation sont de 34,36 % au niveau national, 36,26 % dans le département et 36,25 % dans le canton de Toulouse-11. Christophe Lubac et Lauriane Mélanie Masella (Union à gauche) sont élus avec 55,17 % des suffrages exprimés (5 204 voix pour 10 087 votants et 27 826 inscrits),,.

## Composition

### Composition de 1973 à 2015
Lors de sa création en 1973, le canton de Toulouse-XI se composait de :
- la commune de Portet-sur-Garonne,
- la portion de territoire de la ville de Toulouse déterminée par l'axe des voies ci-après : place de la Croix-de-Pierre (incluse entre le pont Pierre-de-Coubertin et le boulevard Déodat-de-Séverac), boulevard Déodat-de-Séverac, la voie ferrée Toulouse—Auch, rue Fieux, rue du Mont-Dore, rue Jules-Tellier, rue Louis-Vestrepain, route de Saint-Simon (incluse), avenue du Corps-Franc-Pommiès, avenue de Reynerie, rue Lalanne (incluse), route de Seysses (incluse), rue de Rimont (incluse), route de Seysses (incluse), avenue du Général-Eisenhower, chemin de Lestang, route de Seysses, les limites des communes de Portet-sur-Garonne et Vieille-Toulouse, et le bras inférieur de la Garonne.

Lors de la création du canton de Portet-sur-Garonne en 1997, il est réduit à la seule portion de territoire de Toulouse.
Quartiers de Toulouse inclus dans le canton :
- Bagatelle
- Croix de Pierre
- La Faourette
- Lafourguette
- Papus
- Tabar
- Bordelongue

### Composition à partir de 2015
| Nom                              | Code Insee | Intercommunalité   | Superficie (km2) | Population (dernière pop. légale)                 | Densité (hab./km2) | Modifier                                    |
| -------------------------------- | ---------- | ------------------ | ---------------- | ------------------------------------------------- | ------------------ | ------------------------------------------- |
| Toulouse (bureau centralisateur) | 31555      | Toulouse Métropole | 118,30           | Fraction : 38 658 (2022) Commune : 511 684 (2022) | 4 325              | modifier les données · modifier les données |
| Ramonville-Saint-Agne            | 31446      | CA du Sicoval      | 6,46             | 15 172 (2022)                                     | 2 349              | modifier les données · modifier les données |
| Canton de Toulouse-11            | 3125       |                    |                  | 53 830 (2022)                                     |                    | modifier les données                        |

Le nouveau canton de Toulouse-11 comprend :
1. la commune de Ramonville-Saint-Agne,
2. la partie de la commune de Toulouse non incluse dans les cantons de Toulouse-1, Toulouse-2, Toulouse-3, Toulouse-4, Toulouse-5, Toulouse-6, Toulouse-7, Toulouse-8, Toulouse-9 et Toulouse-10.

Une représentation géographique de ce canton est disponible sur OpenStreetMap au travers de l'objet de type Relation numéro 4576943.

## Démographie

### Démographie avant 2015
| 1975 | 1982 | 1990   | 1999   | 2006   | 2011   | 2012   |
| ---- | ---- | ------ | ------ | ------ | ------ | ------ |
| -    | -    | 32 205 | 29 456 | 30 169 | 28 345 | 28 474 |

### Démographie depuis 2015
En 2022, le canton comptait 53 830 habitants, en évolution de +11,75 % par rapport à 2016 (Haute-Garonne : +8,02 %, France hors Mayotte : +2,11 %).
| 2013   | 2018   | 2022   |
| ------ | ------ | ------ |
| 47 037 | 49 081 | 53 830 |